# 慾色迷宮
《慾色迷宮》（法語：Demonlover）是一部2002年的法国新黑色驚悚片，由奥利维耶·阿萨亚斯编剧和导演，主演有康妮·尼爾森、查尔斯·贝尔林（Charles Berling）、科洛·塞维尼和吉娜·格申（Gina Gershon）。影片的剧情围绕几家公司争夺一家互动3D變態动画公司的财务控制权，最终演变为暴力和间谍活动的权力斗争。
该片的配乐由音速青春乐队创作。电影在2002年坎城影展首映，几个月后全國上映。
影片涉及多种主题，包括对暴力的去敏感化以及全球化的复杂性。该片在美国由Palm Pictures公司发行，以原版未分级形式在影院上映。Palm Pictures于2004年发行了DVD版本，提供了R级和未分级导演剪辑版两种选择。
电影主要以法语为主，其中一些场景使用了英语和日语。一些记者将其视为新法国极端电影的代表作。近年来，这部电影逐渐获得了邪典追随者。

## 劇情
戴安是法国和夫公司的执行官，試圖收购一家日本动画制作公司的作品版权，这家公司即将推出三维變態动画。为了促成收购，她除掉了上司嘉倫，接管了她的业务伙伴夏飛和助手愛莉絲。然而，愛莉絲厌恶戴安，处处阻挠她的谈判。戴安和夏飛前往東京都完成交易，在此期间发展了一段性暧昧关系。
成功获得版权后，和夫公司试图与一家名为“魔情人”的美国互联网公司达成分销协议，该公司由依蓮代表。然而，戴安其实一直是魔情人的主要竞争对手——“美嘉電子”的间谍，她时不时地与一位神秘的联络人接触，传递有关魔情人交易的信息。与此同时，戴安发现依蓮的公司实际上是一个名为“獄火會”的网站的幌子，这是一个黑暗网站中的互动酷刑网站，实时播送极端的虐戀内容。当面对这些指控时，魔情人称赞了獄火會，但否认与其有任何联系。
为了完成美嘉電子的交易，戴安奉命去依蓮酒店房间的电脑上窃取数据。就在戴安即将下载信息时，依蓮进入房间，发现了她的存在。一场激烈的争斗随之展开，戴安用一块碎玻璃割破了依蓮的喉咙，在房间外的储物柜里用枕头将她闷死。依蓮短暂恢复意识后，击打了戴安，随后因失血过多而死。当戴安醒来时，她发现自己在依蓮的酒店房间里，一切都被彻底清理干净，没有任何谋杀、入室盗窃或搏斗的痕迹。
之后，戴安与愛莉絲见面，在雨中送她回家。对话中，愛莉絲暗示戴安应为自己的生命感到担忧，要求在街边下车。戴安独自回到和夫的办公室，成功登录了獄火會网站，目睹了女性被性虐待的恐怖画面。嘉倫出现在办公室，向戴安发出不祥的警告，证实魔情人确实拥有并运营獄火會网站。嘉倫留下一盘摄像带给戴安，里面显示愛莉絲和几名男子在清理依蓮谋杀现场，将昏迷的戴安带回她的房间。戴安意识到愛莉絲实际上是魔情人的间谍，而夏飛则是她的秘密合作者。
愛莉絲利用戴安谋杀依蓮的事实对她进行威胁，迫使戴安屈服，成为獄火會的一员。她带戴安来到乡下一座大宅，将她迷倒。透過闪回，揭示出戴安在性交时也杀死了夏飛。一段时间后，戴安和愛莉絲被直升机带到一处沙漠，戴安再次失去意识。她醒来时发现自己身处一间地牢般的房间，躺在一张床垫上，穿着乙烯基服装，戴着假发。床垫旁边摆放着戴安娜·瑞格在《復仇者》中饰演皮尔夫人的照片。戴安试图逃跑，但在驾驶逃跑车时发生车祸，逃跑失败。
不久后，在美国，一名少年用他父亲的信用卡登录了獄火會。他填写了关于熒幕上的女人（实际上是被捆绑并穿着束缚衣的戴安）的详细幻想。少年在一边做科学作业的同时，让他的幻想在背景中播放，而戴安无助地从房间里凝视着摄像机。

## 演員
- 康妮·尼爾森 饰 戴安
- 查尔斯·贝尔林 饰 夏飛
- 科洛·塞维尼 饰 愛莉絲
- 多米尼克·雷蒙（英语：Dominique Reymond） 饰 嘉倫
- 让-巴蒂斯特·马拉尔特 饰 和夫
- 吉娜·格申 饰 依蓮
- 埃德温·杰拉德 饰 高美茲
- 托马斯·M·波拉德 饰 美国律师
- 坂本安美 饰 翻譯嘉莉
- 山崎直子 饰 英子
- 大森南朋 饰 章治
- 让-皮埃尔·戈斯 饰 戴安的联络人维尔坎普
- 朱莉·布罗欣 饰 戴安的朋友吉娜
- 兰德尔·霍尔顿 饰 雷
- 亚历山大·拉肖 饰 经纪人#1厄尔万

## 分析
影片的主题之一是现代观众对暴力或令人不安的影像（无论是真实的还是模拟的）的去敏感化。作家罗莎娜·莫尔（Rosanna Maule）将该片描述为一部关注數位媒体文化和全球化过度饱和的电影，探讨了它们在“经济、意识形态和社会形成”中的作用。在戛纳电影节首映时，《慾色迷宮》因其最终部分的解构性特点而备受关注，影评人乔纳森·罗姆尼（Jonathan Romney）将其描述为“陷入了明显的混乱失误”。罗姆尼将该片归类为“灾难模式”下的电影，探索了一个后资本主义的“景观社会”（“société de spectacle”），其核心是“普遍的污染和现实的格式化，似乎没有任何逃脱的途径。”影评人蒂埃里·朱斯（Thierry Jousse）同样写道，影片展现了“相似性的眩暈……一个时间变换的，弥散投影的，精神图像的，棘手视角的，幽灵间隙的断开空间的无人区。”

## 製作

### 開發
编剧兼导演奥利维耶·阿萨亚斯受到居伊·德波的作品和实验电影的启发，这些作品谴责了传播媒体对社会和人际关系的破坏性影响。

### 選角
康妮·尼爾森在读完剧本后接受了饰演戴安的角色，她评论道：“从读剧本的那一刻起，我就感受到了戴安的某些东西。她疏离且非常孤独。我认为她反映了人在竞争激烈的环境中感受到的普遍孤独感。”当时，尼爾森刚刚完成了大制作的历史剧《角斗士》（2000年），但她对剧本印象深刻，决定出演：“我一直参演大大小小的电影。只要我在读剧本时能在心中有所感触，对我来说无论电影大小并不重要。”
科洛·塞维尼同意出演影片，因为她是阿萨亚斯的电影《迷离劫》的崇拜者：“我只想和我觉得很有趣、制作引人入胜作品的导演合作。我在巴黎见了他，读了剧本，然后签约出演。”塞维尼此前曾被邀请出演喜剧电影《律政俏佳人》（2001年）中的薇薇安·肯辛顿（Vivian Kensington，最終由莎瑪·布萊兒出演），但她选择出演《慾色迷宮》。塞维尼为扮演讲英法雙語的美国角色愛莉絲特意学习了法语语音和语调，尽管她并不理解这门语言。
阿萨亚斯表示，他最初并没有打算在电影中选任何美国或讲英语的女演员，但最终塞维尼和另一位美国演员吉娜·格申被选中饰演主要角色。阿萨亚斯评论道：“我一直是好莱坞电影的粉丝，包括很多人不屑的主流电影。这些角色有时很简化，但通常有我钦佩的强烈戏剧性元素。在写《慾色迷宮》时，我觉得有趣的是试图将一些美国电影的元素融入其中。”

### 拍攝
《慾色迷宮》的主体拍摄于2001年秋季进行，主要在巴黎和东京拍摄，预算约为800万美元。另外还在墨西哥进行了部分拍摄。

### 原聲帶
影片的原声带专辑收錄了摇滚乐队音速青春的八首曲目，此外还有Goldfrapp、Death in Vegas、Dub Squad、Soulfly、Thee Silver Mt. Zion和Darkthrone的歌曲。专辑于2002年发行。
| 曲序 | 曲目                    | 藝術家         | 时长 |
| ---- | ----------------------- | -------------- | ---- |
| 1.   | Move Away               | Sonic Youth    | 4:38 |
| 2.   | Control Freak           | Sonic Youth    | 3:32 |
| 3.   | Safe In Hell            | Sonic Youth    | 4:07 |
| 4.   | Electric Noisefield     | Sonic Youth    | 4:15 |
| 5.   | Slambient Desire        | Sonic Youth    | 1:50 |
| 6.   | Melodikim               | Sonic Youth    | 3:01 |
| 7.   | Teknikal Illprovisation | Sonic Youth    | 7:49 |
| 8.   | Superdead               | Sonic Youth    | 8:34 |
| 9.   | Lovely Head             | Goldfrapp      | 3:47 |
| 10.  | Dirge                   | Death in Vegas | 5:43 |
| 11.  | Hedgehoppers            | Dub Squad      | 2:29 |
| 12.  | Back to the Primitive   | Soulfly        | 4:21 |

## 發行
《慾色迷宮》于2002年戛纳电影节首映。该片随后于2002年11月6日在法国上映，2003年9月19日由Palm Pictures在美国上映，在洛杉矶以原始未分级剪辑版首映。该片于第二周，即2003年9月26日在波士顿上映。该片国际票房收入为462,976美元。

### 影評
评论褒贬不一。根据85条评论，爛番茄给出的影片好评率为53%，加权平均分为5.7/10。该网站的共识评论认为该片“风格独特但情节混乱，缺乏令人同情的角色”。Metacritic基于28位影评人给出的评分为64/100，表明该片“总体评价较为正面”。
《芝加哥太陽報》的罗杰·埃伯特对该片的评价褒贬参半，总结道：“虽然有一个讽刺性的转折，但影片并未为此埋下足够的伏笔，也不配得到这个结局……没有人质疑他们通过折磨人来赚钱这一事实。对于现代商业中的某些趋势，这或许是一种隐喻，但我并不这么认为。我认为《慾色迷宮》过于沉迷于其视觉效果和荒诞的情节，而忽视了去思考其背后的含义。”《洛杉磯時報》的曼诺拉·达吉斯（Manohla Dargis）称该片“华丽、令人恼火、不可抗拒”，赞扬了影片“情节复杂的剧本”，将其描述为融合了复辟戏剧、紙漿和推想虚构作品的“高速影片”。
《娱乐周刊》的欧文·格雷伯曼（Owen Gleiberman）写道：“在影片的前一个小时，《慾色迷宮》是一部迷人的、阴险的公司堕落肥皂剧。当吉娜·格申出现时，饰演可能与一个展示禁忌性折磨的网络有联系的美国企业家时，她的敌意和性感只会加深那种残酷欲望的氛围……影片确实变成了一个‘梦’，但我不得不承认，我只想从中醒来，回到那滑溜溜的公司堕落阴谋中去。”
《芝加哥論壇報》的迈克尔·威尔明顿（Michael Wilmington）对该片给出了好评，称赞了影片的主题，指出：“从一个超然的视角来看这部影片最好，这样你可以从风格化的惊悚片框架中找出政治和电影的讽刺意味。与几乎所有其他现代性感惊悚片——尤其是最近的大型制作影片——不同，这部影片给你留下了许多值得思考的东西。”
2021年，《纽约时报》的J. 霍伯曼（J. Hoberman）在一篇回顾性评论中写道：“该片在2002年戛纳首映时，许多人认为它过于时尚近乎烦人。近二十年后，影片的‘一切都是現在’的炫技效果仍然表现良好，不過難以忽視那些翻盖手机。”

### 家庭媒體
Palm Pictures于2004年3月16日在北美发行了该片的DVD，最初为115分钟的删减版（R级），该版本删除了一些露骨的性内容，馬賽克了片中显示的一些“變態”画面。Palm Pictures随后于2004年9月14日发行了两碟未删减导演剪辑版DVD，时长为117分钟。该未删减版在4区DVD中以R18+级别发行，后来在澳大利亚电视上以等效的AV15+评级播出。在该两碟版的一个隐藏功能中，DVD上的印刷文本中隐藏的密码可以解锁未经剪輯的“獄火會”片段。
Arrow Films于2019年通过其“Arrow Academy”系列发行了该片的2K修复版特别藍光光碟，限量在英国发行。2020年12月，Janus Films宣布他们将在2021年2月放映该片的新修复版本，随后会通过“标准收藏”发行DVD和蓝光光碟。这部新修复版于2021年2月通过林肯中心電影（Film at Lincoln Center）流媒体播放。